# Bruno Cortez Cardoso
Bruno Cortez Cardoso, eller Bruno, född 27 juni 1984 i São Paulo, är en brasiliansk målvakt som spelar för Fort Lauderdale Strikers.